# 空港警察署
空港警察署（くうこうけいさつしょ）は、空港を管轄としている警察署である。日本では5か所の空港に設置されている。

## 日本の空港警察署
- 成田国際空港警察署（千葉県警察・成田国際空港）
- 東京空港警察署（警視庁・東京国際空港）
- 中部空港警察署（愛知県警察・中部国際空港）
- 関西空港警察署（大阪府警察・関西国際空港）
- 福岡空港警察署（福岡県警察・福岡空港）

### 空港警備派出所
空港警備派出所は、各都道府県の空港最寄り警察署が管理する警備派出所であり、全国の空港に常設してある。
大阪国際空港（伊丹空港）は府県を跨ぐ位置にあるので、豊中警察署（大阪府警察）と伊丹警察署（兵庫県警察）が運用において協定を結んでいる。